# Bulbine francescae
Bulbine francescae là một loài thực vật thuộc họ Asphodelaceae. Đây là loài đặc hữu của Namibia. Môi trường sống tự nhiên của chúng là vùng nhiều đá.